# Мечети Еревана

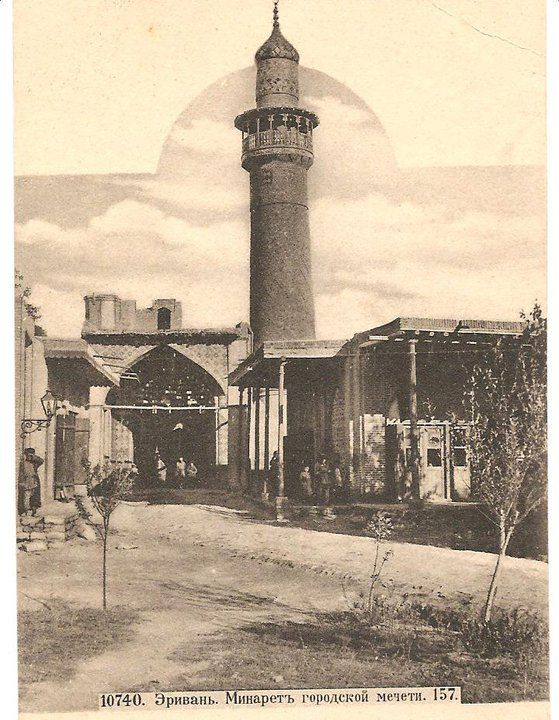
Минарет Голубой мечети в Эривани

## История

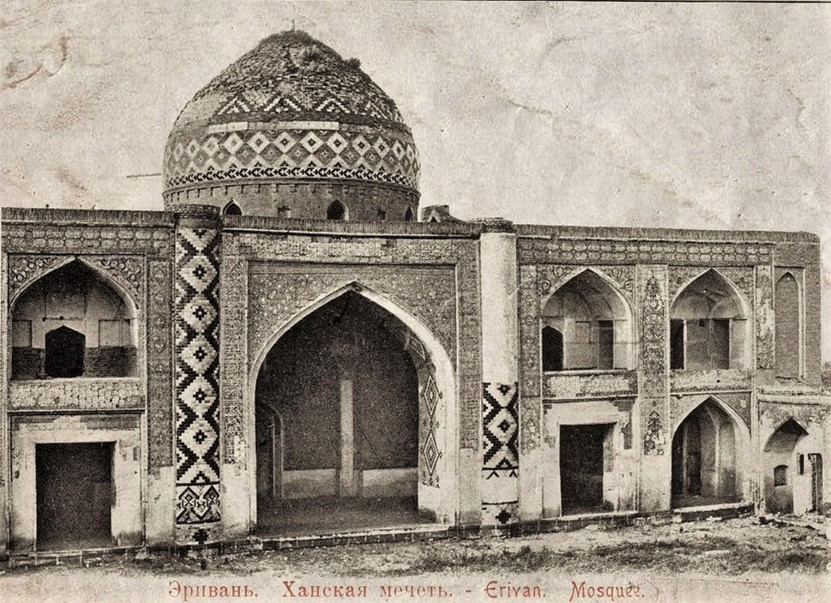
Мечеть Аббас-Мирзы в 19-м веке

Согласно османской переписи конца XVI века, в Ереване армяне составляли 92,8% населения, а мусульманская община составляла 7,2%., в последующем, вследствие ряда исторических событий, приведших к сокращению численности армян и замещению их мусульманами, последние начали преобладать и были построены множество мусульманских религиозных объектов, особенно в период между ХVII-XIX веками.
Согласно статистическому отчету 1870 года, на территории Эриванской губернии насчитывалось 269 шиитских мечетей (в нее входила территория Нахичеванской Автономной Республики современного Азербайджана и территория ила Ыгдыр современной Турции, но не входили Зангезур и некоторые другие территории современной Армении). По данным Энциклопедического словаря Брокгауза и Ефрона, к концу девятнадцатого века население Эривани составляло более 29 000 человек; из этого числа 49 % были азербайджанцы («адербейджанские татары» согласно словарю); 48 % были армянами; и 2 % были русскими, в городе было семь шиитских мечетей (в источнике подразумеваются только действующие в то время). Несмотря на новые армянские иммиграции из Османской империи, население Эривани увеличилось между 1831 и 1913 годами лишь до 30,000, с достижением, в конечном итоге, армянского большинства. Таким образом армяне снова стали большинством на восточной части своей исторической родины.
После 1917 года многие религиозные здания города были разрушены в соответствии с модернизацией и антирелигиозной политикой Советского правительства.

## В Ереване

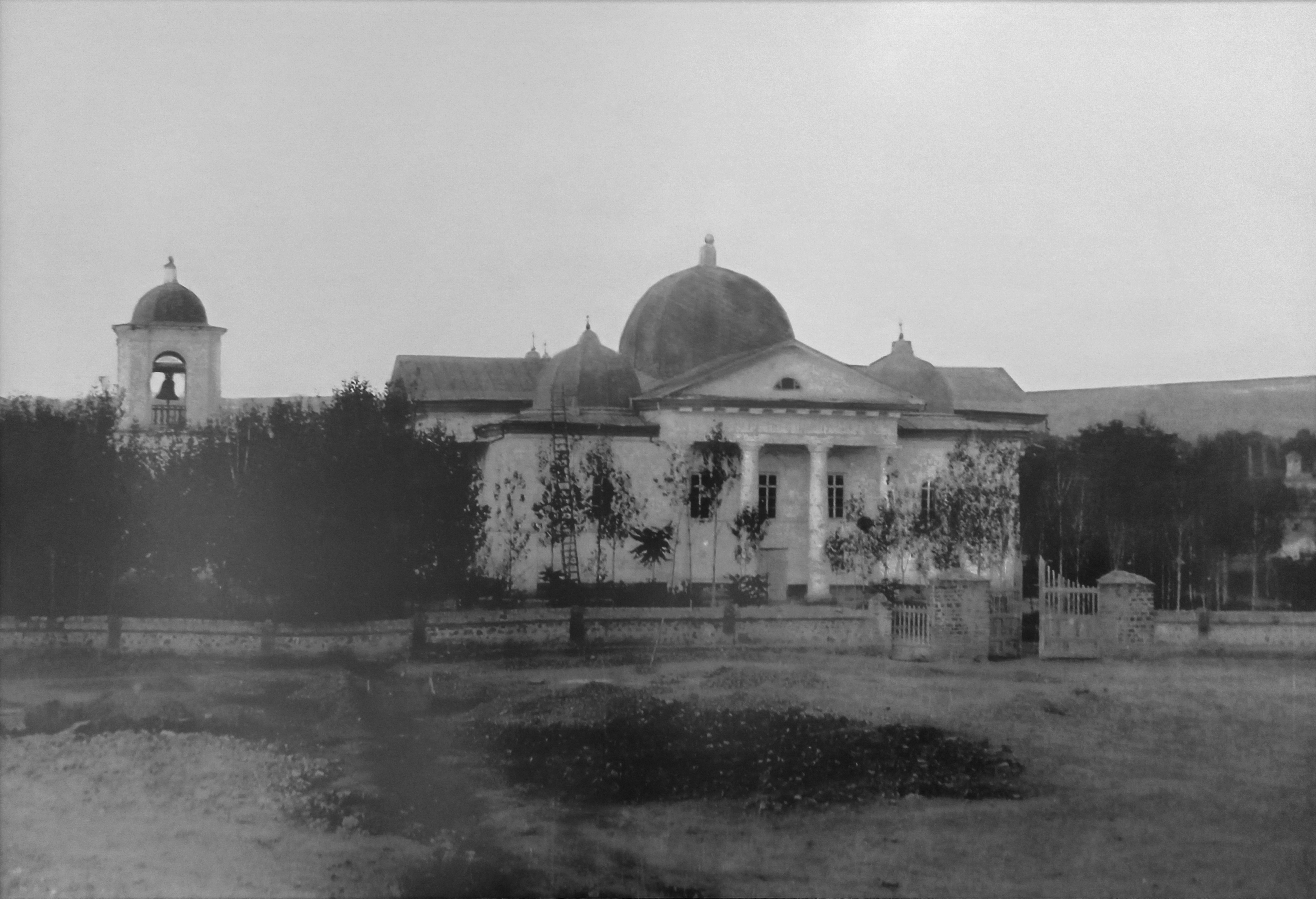
Мечеть Реджепа-паши

После взятия Эривани войсками Российской империи и окончания русско-персидской войны 1826-1828 годов мечеть Реджепа-паши, построенная по приказу османского полководца в 1725 году на территории Эриванской крепости, была преобразована в православную церковь по приказу командующего русскими войсками генерала Ивана Паскевича. Церковь была освящена 6 декабря 1827 года и названа Церковью Покрова Пресвятой Богородицы. К 1839 году здание было обрамлено в новую форму в стиле русского классицизма.

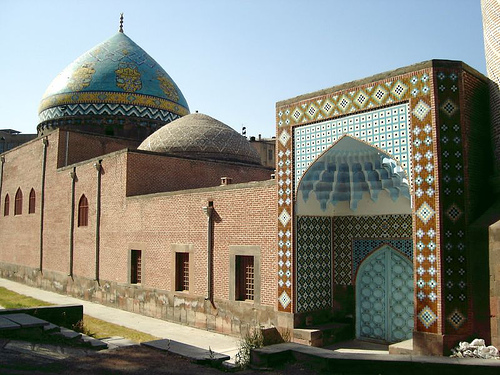
Голубая Мечеть Ереван

По словам российского историка и чиновника французского происхождения Ивана Шопена, в первой половине 19 века в Ереване было 8 мечетей, а также развалины еще 4-х мечетей.  Из упомянутых Шопеном мечетей две были на территории Эриванской крепости и уже не действовали, одна была занята арсеналом русских войск (Мечеть Аббаса Мирзы), другая - провиантским магазином (мечеть Реджепа-паши, превращенная в Покровский собор). Остальные мечети находились за пределами Эриванской крепости ("на форштате"). Достоверность фактов наличия мечетей хана Мохаммеда Ходабенде и шаха Исмаила требует дополнительного изучения.
По утверждению американского историка Джорджа Бурнутяна, к началу XX века в городе было 7 действующих шиитских мечетей
- Мечеть Залхана / Шаарская / Шер-Джами (1687[11] — 1958[11])
- Мечеть Аббас-Гулу-хана / Тапабашская / Кондская (построена в XVII-XVIII веках[11])
- Мечеть Гусейн-Али-хана / Голубая мечеть / Гёй-джами [12] (построена в 1760-х -1770-х годах[11])
- Мечеть Гаджи-Новруз-Али-бека / Насрулла-бека[12] (до 1842 года[11] — окончательно снесена после 1962[11])
- Мечеть Гаджи-Джафар-бека / Четирли[12] (до 1852 года[9][11] — 1990 г.)
- Мечеть Сартип-хана[12] (до 1842 года[11]—XX век[11])
- Мечеть Гаджи-Имам-Верди / Демирбулагская / Кёрпугулаг[12] (до 1852 года[9][11]  — XX век)

Из этих мечетей единственная действующая мечеть — самая крупная из всех когда-либо созданных Голубая мечеть Гусейн Али хана.
Мечеть Аббаса Мирзы была построена в девятнадцатом веке Аббасом Мирзой Кованлы-Каджаром. После взятия Эривани русскими войсками, мечеть была превращена в казарму. В советское время была заброшена, и до недавнего времени оставалась сохранной лишь одна из стен мечети.